# Hyperdidelphys
Hyperdidelphys — вимерлий рід опосумів (Didelphimorphia), що жили в Південній Америці.